# Tabris
Tabris è un angelo della tradizione esoterica e occulta occidentale. Nel Nuctemeron di Apollonio di Tiana viene citato in qualità di Angelo del libero arbitrio, della scelta e dell'autodeterminazione. Lo stesso Apollonio lo menziona fra i geni della sesta ora, momento in cui sarebbe particolarmente potente. Il suo influsso è mascolino ed è associato al colore blu. Nell'angelologia e nella cabala ebraica è considerato opposto e collaboratore di Oriel, angelo del destino.

## Nella cultura di massa
Dà il nome a Kaworu Nagisa, personaggio dell'anime degli anni novanta Neon Genesis Evangelion, all'interno del quale compare solamente verso gli ultimi episodi, rivestendo tuttavia un ruolo fondamentale.